# Талмо (Джорджія)
Талмо (англ. Talmo) — місто (англ. town) в США, в окрузі Джексон штату Джорджія. Населення — 257 осіб (2020).

## Географія
Талмо розташоване за координатами 34°11′3″ пн. ш. 83°43′4″ зх. д. / 34.18417° пн. ш. 83.71778° зх. д. (34.184042, -83.717911).  За даними Бюро перепису населення США в 2010 році місто мало площу 5,49 км², з яких 5,42 км² — суходіл та 0,06 км² — водойми. В 2017 році площа становила 7,36 км², з яких 7,28 км² — суходіл та 0,08 км² — водойми.

## Демографія
Згідно з переписом 2010 року, у місті мешкало 180 осіб у 73 домогосподарствах у складі 55 родин. Густота населення становила 33 особи/км².  Було 84 помешкання (15/км²).
Расовий склад населення:
| - 96,1 % — білих - 1,7 % — азіатів |

До двох чи більше рас належало 2,2 %. Частка іспаномовних становила 5,6 % від усіх жителів.
За віковим діапазоном населення розподілялося таким чином: 14,4 % — особи молодші 18 років, 68,9 % — особи у віці 18—64 років, 16,7 % — особи у віці 65 років та старші. Медіана віку мешканця становила 45,0 року. На 100 осіб жіночої статі у місті припадало 102,2 чоловіків;  на 100 жінок у віці від 18 років та старших — 100,0 чоловіків також старших 18 років.
Середній дохід на одне домашнє господарство  становив 69 926 доларів США (медіана — 59 375), а середній дохід на одну сім'ю — 74 794 долари (медіана — 62 750). За межею бідності перебувало 8,9 % осіб, у тому числі 7,7 % дітей у віці до 18 років та 36,0 % осіб у віці 65 років та старших.
Цивільне працевлаштоване населення становило 117 осіб. Основні галузі зайнятості: освіта, охорона здоров'я та соціальна допомога — 29,1 %, роздрібна торгівля — 27,4 %, будівництво — 12,8 %, транспорт — 6,8 %.